# Tubo Thorpe
Il tubo di Thorpe è parte costituente del flussimetro, ovvero uno strumento utilizzato in anestesia per regolare l'erogazione di precise quantità di gas.

## Descrizione
In particolare, il tubo di Thorpe è un tubo di vetro di forma conica, la cui parte superiore ha diametro maggiore di quella inferiore, e al cui interno si trova un galleggiante; La forma conica permette l'aumento progressivo della sezione di passaggio con lo spostamento del galleggiante verso l'alto, galleggiante spostato dalla pressione dell'aria, pressione determinata dalla resistenza di passaggio tra il galleggiante ed il tubo Thorpe e la quantità di flusso d'aria o ossigeno passante e regolata attraverso un condotto a sezione variabile, tramite una vite.

Il funzionamento del tubo permette la lettura del flusso, in quanto attraverso l'equilibrio tra la forza esercitata dal flusso e il peso del galleggiante si ha una determinata sezione di passaggio e valore equivalente di flusso passante, ciò richiede la corretta posizione del tubo, che si deve trovare più verticale possibile, in quanto una posizione orizzontale dello stesso non permette una corretta interazione tra il peso galleggiante ed il flusso d'aria.